# Stuyvesant Town-Peter Cooper Village

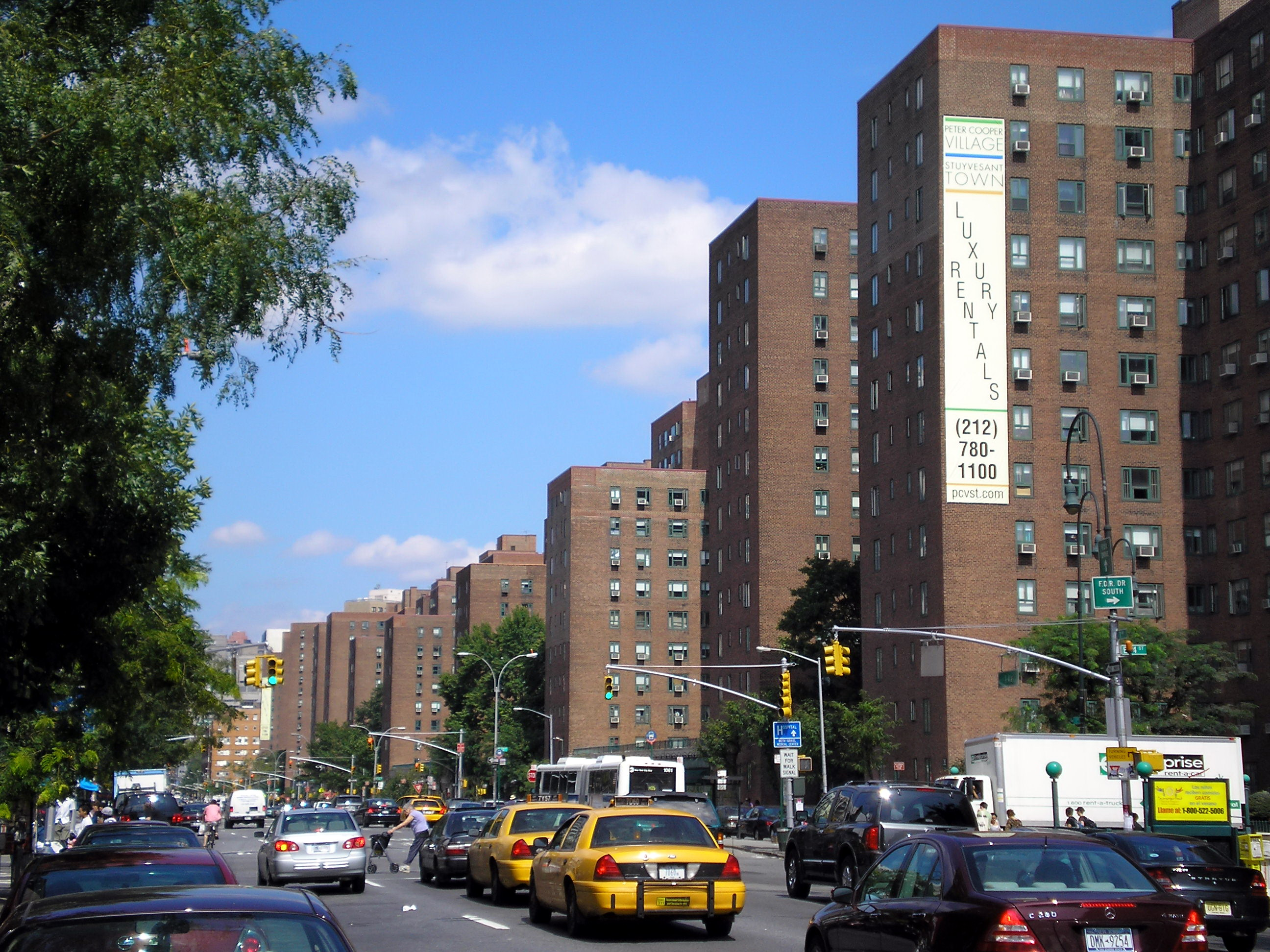
Stuyvesant Town widziane od strony First Avenue, 2006

Stuyvesant Town-Peter Cooper Village – obszar mieszkalny, zbudowany po II wojnie światowej jako prywatna dzielnica mieszkaniowa, zlokalizowany we wschodniej części najmniejszego okręgu Nowego Jorku - Manhattanu. Stuyvesant Town swoją nazwę zawdzięcza Peterowi Stuyvesantowi, ostatniemu dyrektorowi generalnemu holenderskiej kolonii Nowa Holandia z lat 1647-1664. Druga część nazwy – Peter Cooper Village – pochodzi od dziewiętnastowiecznego przemysłowca, wynalazcy i filantropa Petera Coopera, założyciela The Cooper Union for the Advancement of Science and Art. Kompleks budynków składających się na Stuyvesant Town-Peter Cooper Village, którego planowanie rozpoczęto w 1942 r. (pierwszy budynek oddano do użytku w 1947 r.) został zbudowany na miejscu nowojorskiej dzielnicy Gas House. Budowa osiedla mieszkaniowego Stuyvesant Town stanowiła element planu Roberta Mosesa, zachęcającego białych nowojorczyków z klasy średniej do pozostania w centrum miasta, które coraz mocniej odczuwało skutki postępującej suburbanizacji.
Kompleks składa się z zespołu budynków mieszkalnych, zbudowanych z czerwonej cegły, zlokalizowanych między First Avenue, Avenue C, 14 i 23 ulicą.
Stuyvesant Town–Peter Cooper Village zajmuje około 320,000 m² (80 akrów), z czego część wykorzystywana jest na boiska oraz parkingi.

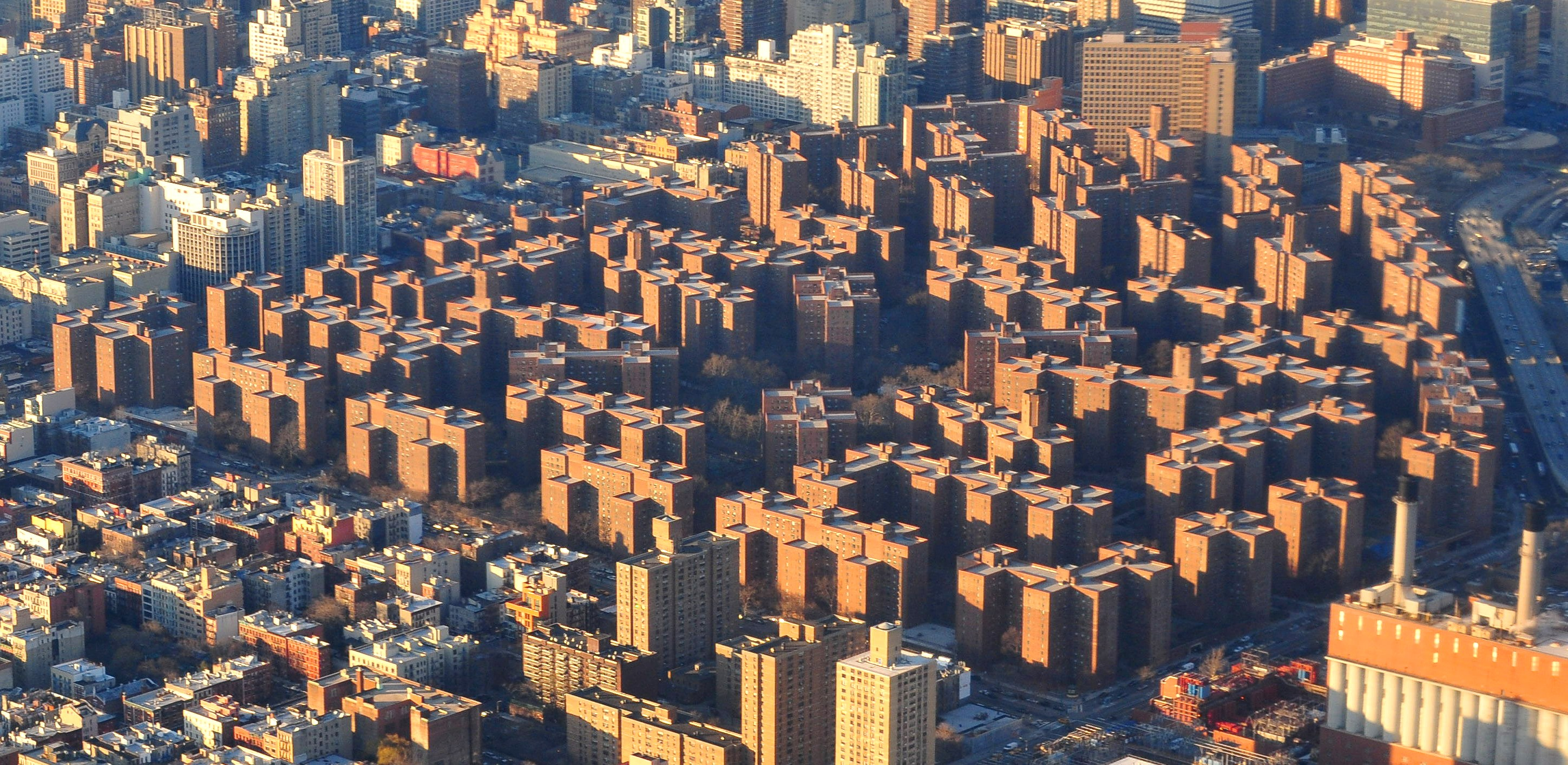
Obszar Stuyvesant Town (dół i lewa strona zdjęcia) oraz Peter Cooper Village (góra i prawa strona zdjęcia). Zdjęcie lotnicze zrobione znad cieśniny East River w 2012 r.